# Diocèse de Taungngu

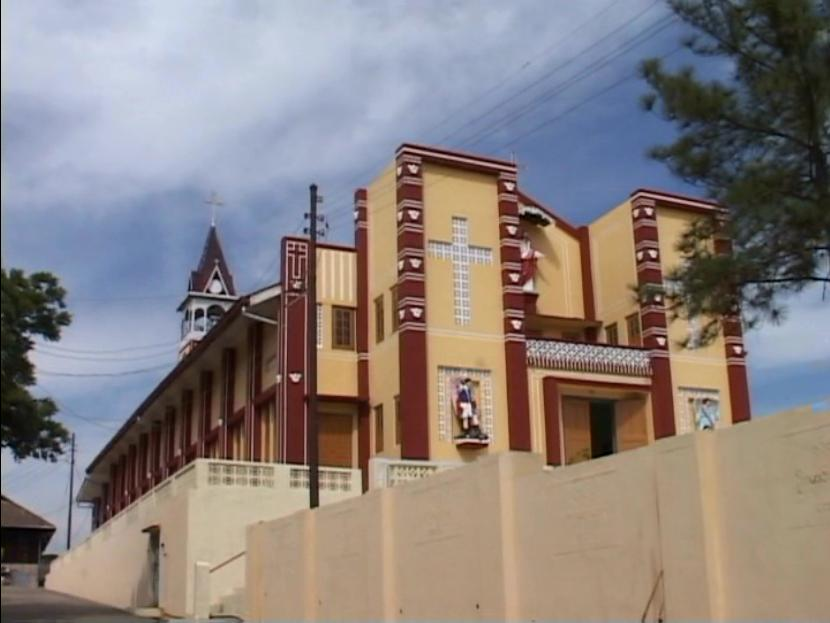
Cathédrale du Sacré-Cœur.

Le diocèse de Taungngu est un siège épiscopal de l'Église catholique en Birmanie, suffragant de l'archidiocèse de Taunggyi. Il comptait 42 605 baptisés en 2014 pour 3 412 605 habitants.

## Territoire
Son territoire comprend la région de Toungou. Il est divisé en 22 paroisses. Son siège est à la cathédrale du Sacré-Cœur de Toungou.

## Histoire
Le vicariat apostolique de Birmanie-Orientale est érigé le 22 novembre 1866, recevant son territoire du vicariat apostolique de Birmanie (aujourd'hui archidiocèse de Rangoun). L'évangélisation est confiée aux missionnaires italiens de l'Institut pontifical pour les missions étrangères (P.I.M.E.).
Le 29 avril 1927, il cède une portion de territoire à l'avantage de la préfecture apostolique de Kengtung, aujourd'hui diocèse, et prend le nom de vicariat apostolique de Toungou.
Le 1er janvier 1955, le vicariat apostolique est élevé au rang de diocèse par la bulle Dum alterna de Pie XII, suffragant de l'archidiocèse de Rangoun.
Le 21 mars 1961, il cède une portion de territoire à l'avantage du diocèse de Taunggyi (aujourd'hui archidiocèse).
Le 31 juillet 1996, il prend son nom actuel et le 17 janvier 1998 devient suffragant de l'archidiocèse de Taunggyi.

## Ordinaires
- Eugenio Boffi, 10 novembre 1867-?
- Tancredi Conti, 12 février 1882-?
- Rocco Tornatore P.I.M.E., 10 novembre 1889-1908
- Vittorio Emanuele Sagrada P.I.M.E., 10 mai 1908-1936
- Alfredo Lanfranconi P.I.M.E., 1er juillet 1937-26 novembre 1959
- Sebastian U Shwe Yauk, 21 mars 1961-13 juillet 1988
- Isaac Danu, 1er septembre 1989-16 juillet 2023
- John Saw Gawdy, depuis le 16 juillet 2023

## Statistiques
En 2014, le dio comptait 42 605 baptisés pour 3 412 605 habitants (1,2%), 58 prêtres diocésains, 3 religieux et 120 religieuses dans 22 paroisses.